# Gauliga Niederrhein 1940/41
De Gauliga Niederrhein 1940/41 was het achtste voetbalkampioenschap van de Gauliga Niederrhein. TuS Helene Altenessen werd kampioen plaatste zich voor de eindronde om de Duitse landstitel, waar de club in de groepsfase uitgeschakeld werd. .

## Eindstand
| Plaats | Club                  | Wed. | W  | G | V  | Saldo | Ptn.  |
| ------ | --------------------- | ---- | -- | - | -- | ----- | ----- |
| 1.     | TuS Helene Altenessen | 18   | 11 | 4 | 3  | 49:27 | 26:10 |
| 2.     | Rot-Weiss Essen       | 18   | 12 | 1 | 5  | 50:21 | 25:11 |
| 3.     | Schwarz-Weiß Essen    | 18   | 9  | 3 | 6  | 49:26 | 21:15 |
| 4.     | SV Hamborn 07         | 18   | 8  | 3 | 7  | 43:29 | 19:17 |
| 5.     | Fortuna Düsseldorf    | 18   | 8  | 1 | 9  | 40:42 | 17:19 |
| 6.     | Rot-Weiß Oberhausen   | 18   | 7  | 3 | 8  | 39:42 | 17:19 |
| 7.     | TuRU Düsseldorf       | 18   | 6  | 4 | 8  | 38:46 | 16:20 |
| 8.     | TuS Duisburg 48/99    | 18   | 6  | 4 | 8  | 30:45 | 16:20 |
| 9.     | SV Westende Hamborn   | 18   | 6  | 3 | 9  | 32:31 | 15:21 |
| 10.    | VfR Ohligs            | 18   | 3  | 2 | 13 | 22:83 | 08:28 |

|  | Kampioen, geplaatst voor nationale eindronde |
|  | Degradatie naar Bezirksliga                  |

## Promotie-eindronde
| 1. | SSV 04 Wuppertal          | 6                 | 10:02             |                   |                   |                   |                   |
| 2. | VfL Benrath               | 6                 | 08:04             |                   |                   |                   |                   |
| 3. | Grün-Weiß Holten          | 6                 | 05:07             |                   |                   |                   |                   |
| 4. | BSG Mannesmann Duisburg   | 6                 | 01:11             |                   |                   |                   |                   |
| 5. | Borussia München-Gladbach | Gediskwalificeerd | Gediskwalificeerd | Gediskwalificeerd | Gediskwalificeerd | Gediskwalificeerd | Gediskwalificeerd |

|  | Promotie naar Gauliga Niederrhein 1941/42 |